# Turbo militaris
Turbo militaris is een slakkensoort uit de familie van de Turbinidae. De wetenschappelijke naam van de soort is voor het eerst geldig gepubliceerd in 1848 door Reeve.